# Sutok
Sutok je pojam iz fizičkog zemljopisa. Njime označavamo mjesto gdje se spajaju dvije tekućice. Ovdje se ne radi o pritoku, gdje se manje vodeno tijelo ulijeva u ušću u veće, nego iz spajanja dviju nastaje treća tekućica, novog imena.